# Pantophthalmus bellardii
Pantophthalmus bellardii är en tvåvingeart som först beskrevs av Luigi Bellardi 1862.  Pantophthalmus bellardii ingår i släktet Pantophthalmus och familjen Pantophthalmidae. Inga underarter finns listade i Catalogue of Life. Arten är mycket stor för att vara en tvåvinge, med ett vingspann på upp till 8,5 cm.